# Kris Coddens
Kris Coddens es un deportista belga que compitió en triatlón y duatlón. Ganó tres medallas en el Campeonato Europeo de Triatlón Campo a Través entre los años 2012 y 2016, y dos medallas en el Campeonato Europeo de Duatlón Campo a Través en los años 2015 y 2017.

## Palmarés internacional
| Campeonato Europeo | Campeonato Europeo     | Campeonato Europeo | Campeonato Europeo |
| Año                | Lugar                  | Medalla            | Prueba             |
| ------------------ | ---------------------- | ------------------ | ------------------ |
| 2012               | La Haya (Países Bajos) | Medalla de plata   | Individual         |
| 2014               | Cerdeña (Italia)       | Medalla de oro     | Individual         |
| 2016               | Valle de Joux (Suiza)  | Medalla de plata   | Individual         |

| Campeonato Europeo | Campeonato Europeo       | Campeonato Europeo | Campeonato Europeo |
| Año                | Lugar                    | Medalla            | Prueba             |
| ------------------ | ------------------------ | ------------------ | ------------------ |
| 2015               | Castro Urdiales (España) | Medalla de oro     | Individual         |
| 2017               | Târgu Mureș (Rumania)    | Medalla de bronce  | Individual         |